# Pedro Llompart
Pedro Llompart Usón (Palma de Mallorca, Islas Baleares, España, 9 de enero de 1982) es un exjugador de baloncesto y director deportivo español. Con 1,85 metros de altura, jugaba en la posición de base. Actualmente ejerce como director deportivo del Gevi Napoli de la Lega Basket Serie A.

## Trayectoria

### Como jugador
Se forma en las categorías inferiores del Valencia Basket, siendo sus primeras temporadas como profesional diversas cesiones a equipos que jugaban en la Liga LEB como el CB Murcia, y alguna temporada en el propio Valencia Basket, pero con escaso protagonismo. El base mallorquín empieza a consolidarse con 26 años en el Lucentum Alicante, equipo con el que asciende a ACB y con el que juega 3 años en acb a buen nivel, hasta que el equipo alicantino desciende por razones económicas. En el 2012 ficha por el CAI Zaragoza, donde jugó tres años hasta el final de la temporada 2014-2015. Al final de esta temporada se despide de los aficionados y del club por medio de una carta, dando el agradecimiento tanto a club como a afición, dejando una nota para el recuerdo a su primer entrenador en el CAI Zaragoza, José Luis Abós.
Tras su etapa en Zaragoza jugó una temporada en el Gipuzkoa Basket, equipo que acabó descendiendo, y otra en el UCAM Murcia, logrando un noveno puesto en liga.
En la temporada 2017-18 pasa por los equipos Valencia Basket, Iberostar Tenerife y Grissin Bon Reggio Emilia, cubriendo en todos los casos bajas temporales de otros jugadores.
En la temporada 2019-20, ficha por el HLA Lucentum Alicante de la LEB Oro.
El 21 de septiembre de 2022, hace oficial que se retira del baloncesto en activo a los 40 años.

### Como director deportivo
El 10 de junio de 2023 firmó como director deportivo del Gevi Napoli de la Lega Basket Serie A.